# Choeradoplana cyanoatria
Choeradoplana cyanoatria ist eine Art der zu den Landplanarien zählenden Gattung Choeradoplana. Sie kommt in Brasilien vor.

## Merkmale
Choeradoplana cyanoatria hat einen subzylindrischen, länglichen Körper mit parallelen Seitenrändern und in ruhender Position eine maximale Länge von 20 Millimetern. Individuen der Gattung Choeradoplana weisen einen Retraktormuskel und Drüsen im Kopfbereich auf. Das Vorderende ist nach hinten gebogen, so dass auf der Bauchseite wegen eines Muskeldrüsenorgans zwei kissenartige Strukturen im Kopfbereich erkennbar sind. Die Grundfärbung des Rückens ist gelblich und kann am Vorderende, an den Seitenrändern und an einer dünnen, unscheinbaren Mittellinie, die längs verläuft, erkannt werden. Der Großteil des Rückens ist mit unregelmäßigen, kleinen braunen Flecken bedeckt. Die Bauchseite ist blassgelb. Auf den vorderen 1,2 Millimetern sind keine Augen vorhanden, dahinter verteilen sich viele Augen zunächst in einer Reihe, nach 3 Millimetern in mehreren Reihen bis zum Hinterende, wobei sie im hinteren Bereich weniger zahlreich sind.
Zum Kopulationsapparat gehört eine lange, konische, annähernd symmetrische Penispapille, die das gesamte Atrium genitale ausfüllt. Das prostatische Vesikel ist länglich, gefaltet und bildet einen langen Kanal in der Penispapille.

## Verbreitung
Der einzige bekannte Fundort für Choeradoplana cyanoatria ist der Três-Barras-Nationalforst im brasilianischen Bundesstaat Santa Catarina.

## Etymologie
Das Artepitheton setzt sich aus den lateinischen Worten cyano (dt. blau) und atrium (dt. Vorkammer) zusammen. Es bezieht sich auf blaue Sekretionsöffnungen im Atrium genitale.